# Ollobarren
Ollobarren  (Ollobarren en euskera) es un concejo de la Comunidad Foral de Navarra (España) perteneciente al municipio de Metauten, situado en la Merindad de Estella, en la comarca de Estella Oriental y a 56 km de la capital de la comunidad, Pamplona.

## Toponimia
El nombre de Ollobarren significa «Ollo de abajo». Proveniene del euskera barren «parte inferior» (para diferenciarlo de Ollogoyen «ollo de arriba»). Según Julio Caro Baroja ollo hace referencia a una gallinero, del vasco oilo «gallina». 
Variantes del nombre en documentos antiguos: Oillouarren, Olillovarren, Oyillovarren (1397, NEN); Ollobarren, Ollouarren, Ollovarren (1279,1366, 1532, 1591, NEN); Oyllouarren (1321, NEN); Oyllobarren, Oyllouarren, Oyllovarren (1268, 1280, 1350, NEN).

## Geografía física

### Situación
Ollobarren está situado en la parte occidental de la Comunidad Foral de Navarra dentro de la comarca geográfica de Tierra Estella y está situado a una altitud de 565 m s. n. m. Tiene una superficie de 2,267 km². Se encuentra a los pies de la Sierra de Santiago de Lóquiz.

### Localidades limítrofes
Ollobarren limita al sur con Arteaga y Metauten, al oeste con Ollogoyen y al este con Ganuza.

### Calles
- Calle mayor
- Calle Olaza
- Camino a Ganuza
- Camino a Ollogoyen
- Sardegi
- Txarretas

## Demografía

### Evolución de la población
En el Diccionario Geográfico-histórico de España (1802)la población de Ollobarren era de 74 personas.
| Gráfica de evolución demográfica de Ollobarren entre 1852 y 2012 |
|                                                                  |
| Población de Ollobarren entre 1852 y 2012.                       |

## Monumentos y lugares de interés

### Monumentos religiosos
La iglesia de la Asunción es un edificio construido en dos etapas, primero durante el siglo XII y posteriormente durante el siglo XVI. Dispone de una entrada protogótica con dos capiteles que describen la vida de Jesús y encima de ésta se ubica una torre barroca del siglo XVII con un pequeño campanario. El viejo retablo era de estilo rococó, del siglo XVIII, creado por Juan II Imberto.

### Monumentos civiles
Entre los edificios civiles cuenta con varias casas blasonadas con escudos.

## Fiestas Patronales
Las fiestas de Ollobarren se celebran el 14 y 15 de agosto, día de la Asunción de la Virgen María. El día 14 a la tarde se lanza el chupinazo en la plaza del pueblo y por la noche se celebra una cena popular y verbena. Durante el día 15 a primera hora de la mañana se lleva a cabo el Canto de la Aurora. Durante el mediodía se celebra una misa y acto seguido se realiza un aperitivo popular. Durante la tarde se celebran los juegos infantiles, destacando en los últimos años la carrera ciclista para niños. A la noche se vuelve a realizar una nueva cena popular y verbena.

## Naturaleza

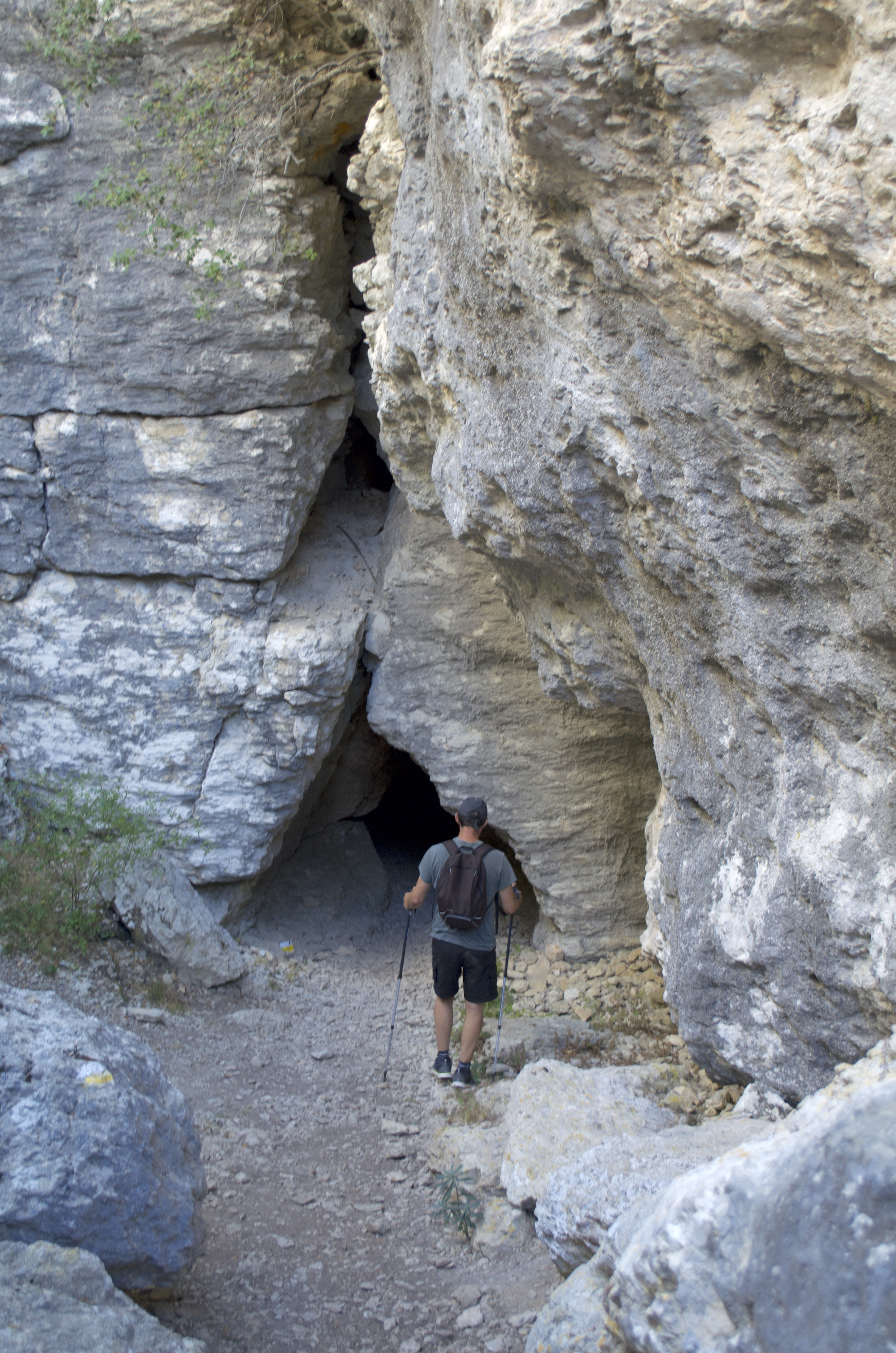
Entrada al «Agujero de Ollobarren» en el lado de la sierra o noreste

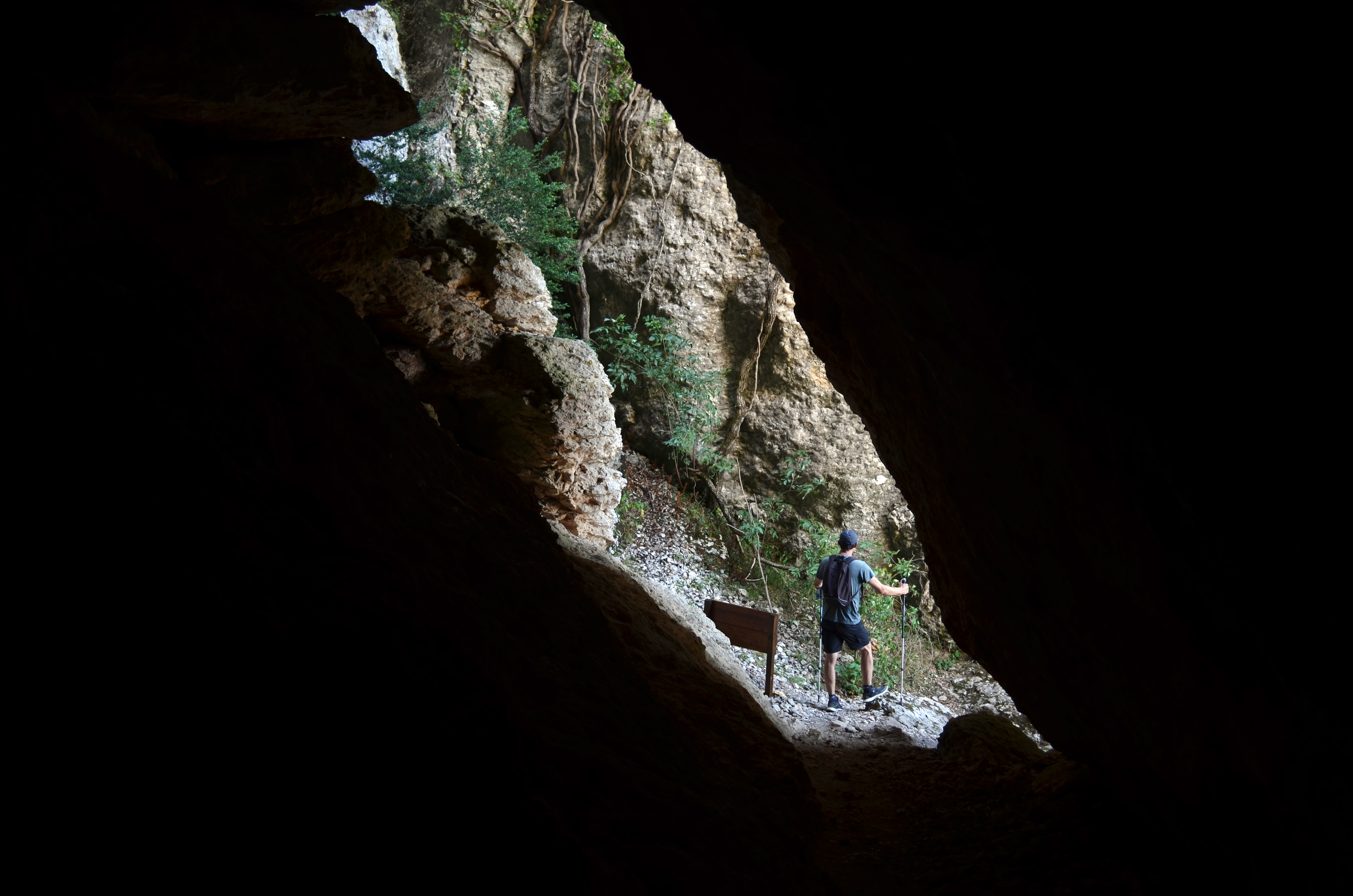
Salida del «Agujero de Ollobarren» en el lado del descenso al valle, o sureste

- Sendero de subida a la sierra de Lóquiz, que en lo alto atraviesa la cueva llamada Agujero de Ollobarren de unos 30 metros de longitud.